# Nova Iguaçu Futebol Clube
Il Nova Iguaçu Futebol Clube, meglio noto come Nova Iguaçu, è una società calcistica brasiliana con sede nella città di Nova Iguaçu, nello stato di Rio de Janeiro.

## Storia
Il Nova Iguaçu Futebol Clube è stato fondato il 1º aprile 1990 per iniziativa di 25 lavoratori autonomi guidati da Jânio Moraes. Il progetto della fondazione è stato idealizzato tra il 1988 e il 1989 da parte di opera di Jânio Moraes e sostenuto da 25 lavoratori autonomi. L'ex calciatore Zinho, che ha vinto la Coppa del Mondo FIFA del 1994, è uno dei fondatori del club ed è stato uno dei direttori associati del club.
Nel 1994, solo quattro anni dopo la fondazione del club, il Nova Iguaçu ha vinto il Campeonato Carioca Série B2, ottenendo così la promozione nella seconda divisione statale.
Nel 2005, dopo una brillante campagna, il Nova Iguaçu ha vinto il Campeonato Carioca Série A2, ottenendo la promozione nell'edizione 2006 della massima divisione del Campionato Carioca.
Il 14 gennaio 2006, il Nova Iguaçu ha fatto il suo debutto nel Campionato Carioca, contro il grande club del Flamengo, all'Estádio Raulino de Oliveira, il club vinse 1-0. Tuttavia, i giocatori del Flamengo erano giovani.
Il 21 giugno 2008, il club ha vinto la Copa Rio per la prima volta, dopo aver sconfitto l'Americano 3-2 all'Estádio Godofredo Cruz, a Campos dos Goytacazes, sede del club avversario.
Nel 2024 raggiunge la finale del Campionato Carioca (traguardo mai raggiunto in precedenza nella sua storia), perdendola poi contro il Flamengo.

## Palmarès

### Competizioni statali
- Copa Rio: 2

2008, 2012
- Campeonato Carioca Série A2: 2

2005, 2016
- Campeonato Carioca Série B1: 1

1994
- Torneio Independência: 1

2022
- Taça Santos Dumont: 2

2016, 2020